# بطولة أمريكا الوسطى والكاريبي لألعاب القوى 1969
بطولة أمريكا الوسطى والكاريبي لألعاب القوى 1969 هي النسخة الـ 2 من بطولة أمريكا الوسطى والكاريبي لألعاب القوى. أقيمت في هافانا بكوبا. تصدرت كوبا جدول الميداليات برصيد 55 ميدالية منها 26 ذهبية.

## جدول الميداليات
| الترتيب | منتخب     | ذهبية | فضية | برونزية | المجموع |
| ------- | --------- | ----- | ---- | ------- | ------- |
| 1       | كوبا      | 26    | 21   | 8       | 55      |
| 2       | المكسيك   | 7     | 7    | 4       | 18      |
| 3       | بورتوريكو | 1     | 3    | 5       | 9       |
| 4       | جامايكا   | 1     | 2    | 5       | 8       |
| 5       | بنما      | 0     | 2    | 9       | 11      |
| 6       | فنزويلا   | 0     | 0    | 1       | 1       |